# 伊格纳兹·莫谢莱斯
伊格纳兹·莫谢莱斯（德語：Ignaz Moscheles，德語發音：[ˈig.nats ˈmɔ.ʃɛ.lɛs]；1794年5月23日—1870年3月10日），犹太血统的捷克作曲家，钢琴家。
莫谢莱斯的作品体现出从古典主义过渡到浪漫主义的特征，具有旋律优美雅致，结构清晰的特征。他还经常采用各国的民间曲调，营造出独特的氛围。作为一名钢琴家，他写作的钢琴练习曲在钢琴教学上有很高的价值，目前仍然被广泛使用。他的其他作品则较少演奏。

## 生平歷略
莫谢莱斯早年到维也纳学习作曲，并在欧洲各地旅行演出，后来又移居伦敦，从克莱门蒂学习，成为当时重要的钢琴家。後期到莱比锡音乐学院任教，直到去世。莫谢莱斯留下了许多日记，成为记录19世纪音乐生活的宝贵资料。

## 外部連結
- 伊格纳兹·莫谢莱斯的免费乐谱，由国际乐谱典藏计划提供